# Mohamed Ben Abdelaziz Debbarh
Mohamed Ben Abdelaziz Debbarh (né en 1928 à Fès et décédé le 26 août 2008 à Fès) est un écrivain et philosophe marocain.
Il a effectué ses études primaires dans sa ville natale avant d'intégrer l'université Quaraouiyine. d'où il obtient un diplôme universitaire en 1957.
Par la suite, il a étudié les sciences de l'éducation, la psychologie et les méthodes d'enseignement.
Il a occupé des postes de professeur à l'université de Sidi Mohammed Ben Abdellah jusqu'à 1995.
Mohamed Ben Abdelaziz Debbarh a signé de nombreuses œuvres littéraires, académiques et scientifiques. Il s'est particulièrement intéressé à la poésie arabe et ses techniques ainsi qu'à la littérature arabe.